# Кенаса (Вільнюс)
Кенаса у Вільнюсі — найбільш сучасна караїмська кенаса; розташовується у Жверинасі (лит. Žvėrynas) за адресою: м. Вільнюс, вул. Любарта, 6.

## Історія

### Будівництво
Віленські караїми орендували житлове приміщення під молитовний будинок протягом кількох десятків років. Бажаючи мати власну будівлю кенаси, вони звернулися до Віленського міського громадського самоврядування, яке безоплатно виділило караїмській громаді ділянку землі під будівництво в районі Жверинас на вулиці Міський, 6. На початку 1908 був організований «Комітет зі спорудження кенаси в Вільно», до якого увійшли: колишній Тракайський газзан Фінеес Малецький (голова), Йосип Соломонович Лопатто (скарбник), Ромуальд Лопатто, брати Маврикій і Ахіезер Зайончковські, Адольф Шпаковський. Великий внесок в роботу комітету зробили Моше Дурунча та Альфонс Пілецький. Комітет організував збір пожертвувань на будівництво кенаси серед караїмів Російської імперії, упорядкував виділену ділянку землі, яку очистили від соснового гаю й обнесли дерев'яним парканом, і влаштував сукку — приміщення для зустрічі свята Суккот.

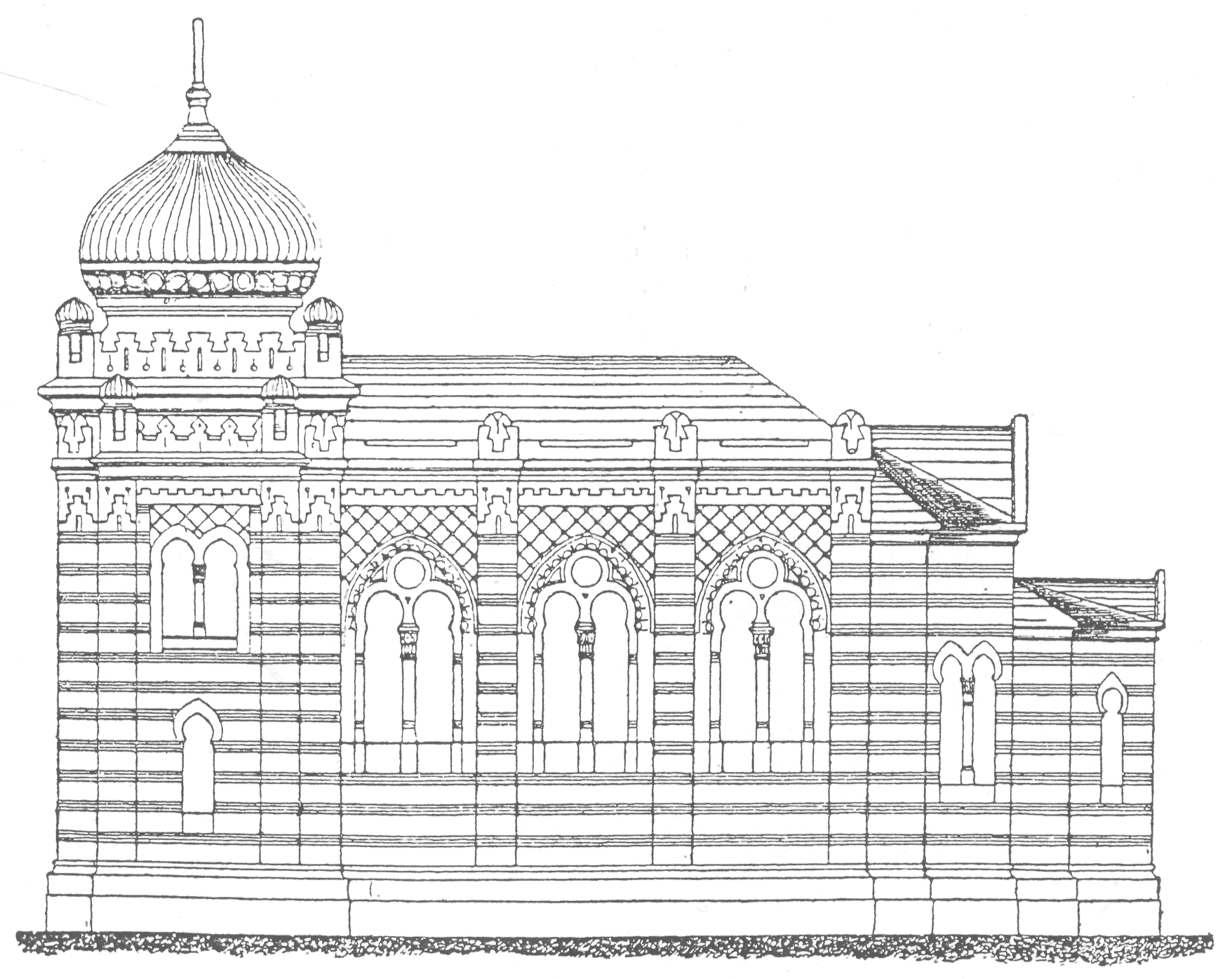
Кенаса у Вільнюсі (план)

Свято закладки кенаси відбулося 30 жовтня (12 листопада) 1911 року. На ньому були присутні члени місцевої й Тракайської громад, виконувач обов'язків трокайського гахама, старший газзан Ісаак-Богуслав Фіркович, молодший газзан Ананія Дубинський і голова Комітету Фінеес Малецький, що склав і видав у вигляді брошури «Порядок молитви з нагоди заснування караїмської кенаси в м. Вільно в літо від створення світу 5672». Дохід від продажу брошури надійшов до фонду з будівництва кенаси. Будівництво розпочалося після церемонії закладки в фундамент першого каменю за проєктом російського архітектора Михайла Прозорова, хоча концептуальний дизайн кенаси розробив Фінеес Малецький. На думку деяких дослідників, проєкт кенаси був натхненний Королівським павільйоном в Брайтоні в Великій Британії (архітектор Джон Неш, 1815-1821). Проти фасаду споруджуваної кенаси за розпорядженням Віленського міського самоврядування була прорізана нова вулиця, що отримала назву Караїмської. До 1913 року було зведено стіни й покладений дах. Поруч з кенасою коштом братів Ромуальда і Йосипа Лопатто був побудований одноповерховий дерев'яний будинок для культурно-освітніх цілей громади, де знаходилася редакція журналу «Караїмське слово» і проводилися богослужіння.
Будівельні роботи переривалися двічі: в 1913 році через брак коштів на закінчення внутрішніх робіт, а потім і восени 1915 року через німецьку окупацію. І тільки в 1921 році вони були відновлені. У новий комітет з будівництва увійшли: А. Абкович, М. Дурунча, Е. Юткевич, Е. Кальфа, Е. Кобецький, І. Козирович, І. Лопатто, А. Пілецький, Н. Робачевський, А. Шишман і З. Тинфович. Керували комітетом спочатку М. Дурунча, а потім Е. Кобецький. Освячення кенаси було проведено через два роки — 9 вересня 1923 року. Однак зібрання вірян тут було дозволено проводити тільки в 1928 році, коли та був обраний перший газзан (в 1927 році обов'язки газзана виконував Пінхас Аронович Малецький).
За проєктом Ф. Малецького купол кенаси був увінчаний шпилем з вінцем з променів, що виходять від символічного зображення Скрижалів Завіту ажурної роботи. Пізніше Скрижалі замінив національний герб караїмів.

### Радянська окупація

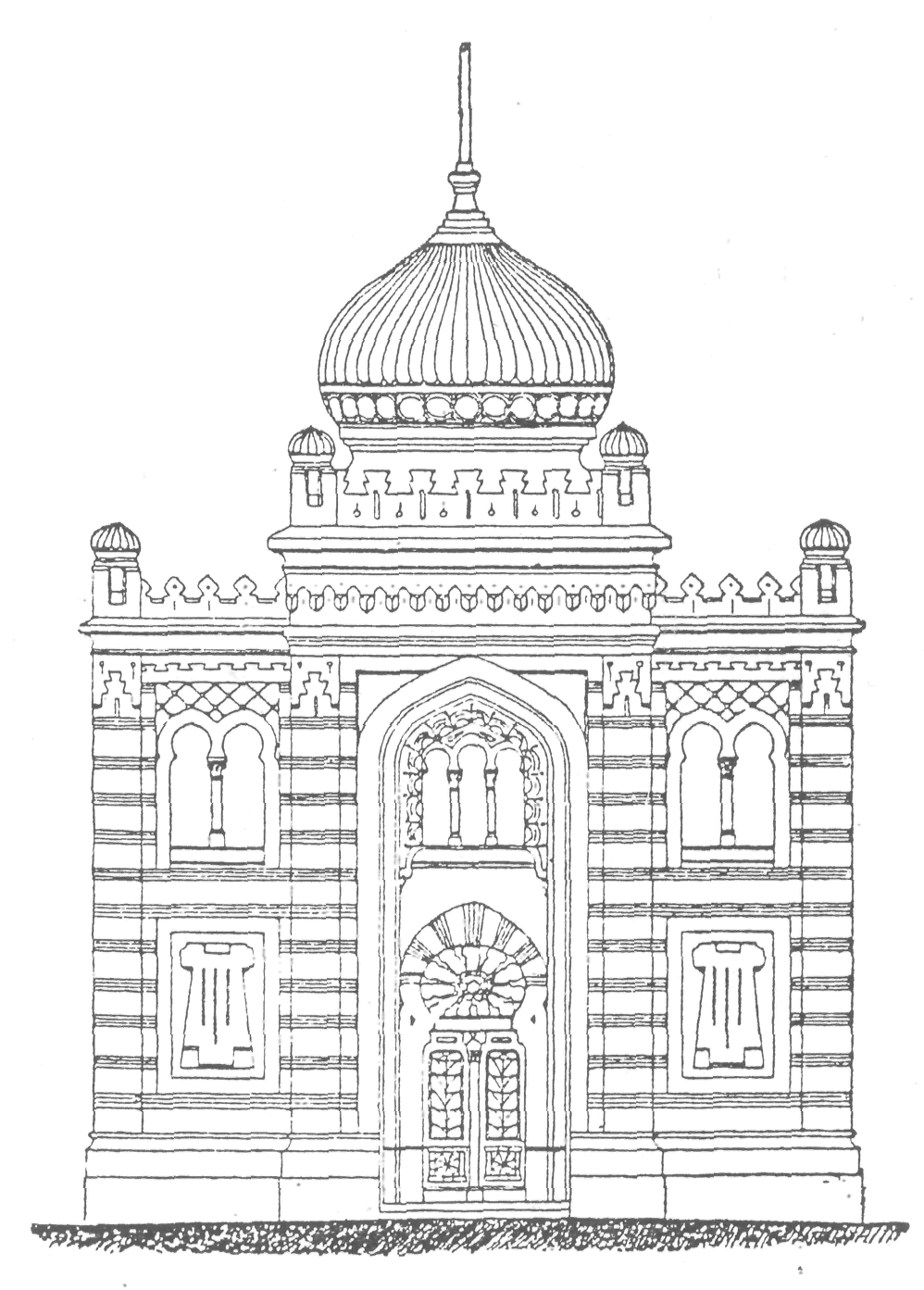
Кенаса в Вільні (план)

У 1949 році за рішенням Ради у справах релігійних культів Ради міністрів СРСР кенаса була закрита. Протягом близько 40 років будівля кенаси належало державі, і спочатку вона не використовувалася. Пізніше в будівлі розміщувався архів геодезичної служби, приміщення було зроблено житловим.
У цей період було втрачено багато меблів і начиння. Так, зник позолочений вівтар з кипарисами, пропали перські килими, аналой, штори, вівтар, свічники, дві люстри, дерев'яні лавки. Висячі люстри були передані караїмській громаді Галича.

### Сучасний етап

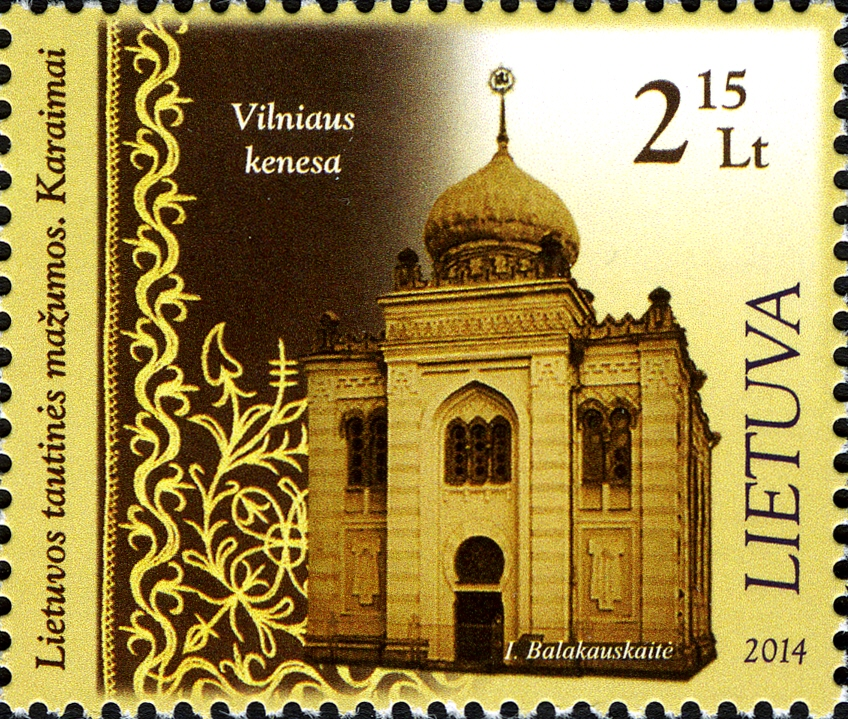
Вільнюська кенаса на марці Пошти Литви

У 1989 році кенасу знову передали караїмській релігійній громаді в Литві, а 9 березня 1989 року Михайла Фиркович провів урочисте богослужіння. Протягом п'яти років відновлювальних робіт будівлю реконструювали. Її урочисто відкрили в середині жовтня 1993 року. Урочистості, що тривали два дні, присвятили професорові Ананію Зайончковському. На заходах були присутні: Надзвичайний і Повноважний Посол Туреччини в Литві, міністр культури Литви, ректор Вільнюського державного університету, караїми з Польщі. Представник караїмів Росії І. Фуки передав караїмам Литви вітальну адресу від надзвичайного і повноважного посла Литви в Росії, караїма за національністю, Ромуальдеса Козирьовичуса.
У 2014 році Пошта Литви випустила марку із зображенням вільнюської кенаси тиражем 40 тисяч примірників.

## Газзани
- Фінеес Малецький, в.о. газзана в 1927 році;
- Йосип Лобанос (1929—1937);
- Рафаель Абкович (1938—1946);
- Михайло Фіркович.